# Kunstig radionuklid
En kunstig radionuklid er en radionuklid, der ikke forekommer naturligt: ingen naturlig proces eller mekanisme, der producerer den, eksisterer, eller også er den så ustabil, at den henfalder på meget kort tid. Eksempler inkluderer technetium-95 og promethium-146. Mange af disse er fundet i, og udvundet af, forbrugte atombrændselskomponenter. Nogle må fremstilles i partikelacceleratorer.
En kunstig radionuklid kaldes også en syntetisk radioisotop, syntetisk radionuklid og kunstig radioisotop.

## Brug
De fleste kunstige radionuklider er ekstremt radioaktive og har kort halveringstid. På trods af sundhedsfare har radioaktive materialer mange medicinske og industrielle anvendelser.